# 線形効用関数
線形効用関数（せんけいこうようかんすう、英: Linear utility function）とは次の形をもつ関数である。
{\displaystyle u(x_{1},x_{2},\dots ,x_{m})=w_{1}x_{1}+w_{2}x_{2}+\dots +w_{m}x_{m}}
またはベクトル形式では、
{\displaystyle u({\overrightarrow {x}})={\overrightarrow {w}}\cdot {\overrightarrow {x}}}
ここで、
- {\displaystyle m} は経済における異なる財の種類数。
- {\displaystyle {\overrightarrow {x}}} はサイズ {\displaystyle m} のベクトルで、財の消費量を表す。要素 {\displaystyle x_{i}} はその消費量に含まれる財 {\displaystyle i} の数量を表す。
- {\displaystyle {\overrightarrow {w}}} はサイズ {\displaystyle m} のベクトルで、消費者の主観的な選好を表す。要素 {\displaystyle w_{i}} は消費者が財 {\displaystyle i} に割り当てる相対的価値を表す。{\displaystyle w_{i}=0} なら、その財は無価値とみなされる。{\displaystyle w_{i}} が大きいほど、その財1単位の価値は高い。

線形効用関数を持つ消費者の特性：
- 単調選好：いずれか1種類でも数量が増えれば効用が必ず増加する。
- 弱凸的選好（英語版）だが、厳密な凸性はない：同等な消費量の組み合わせは元の消費量と同等だが、それ以上にはならない。
- すべての財ペア {\displaystyle i,j} に対する限界代替率は一定で、

{\displaystyle MRS_{i,j}=w_{i}/w_{j}}
- 無差別曲線は2財の場合は直線、多財の場合は超平面。
- 各需要曲線はステップ関数：効用/価格比が最大値より低い財は全く買わず、最大の財は可能な限り多く購入する。
- 財は完全な代替財として扱われる。

## 線形効用経済
全ての経済主体が線形効用関数を持つ交換経済を「線形経済」と呼ぶ。この経済にはいくつかの性質がある。
各主体 {\displaystyle A} の初期保有はベクトル {\displaystyle {\overrightarrow {e_{A}}}} で表され、要素 {\displaystyle e_{A,i}} は財 {\displaystyle i} の初期保有量を表す。このとき初期効用は {\displaystyle {\overrightarrow {w_{A}}}\cdot {\overrightarrow {e_{A}}}}。
市場価格ベクトル {\displaystyle {\overrightarrow {p}}}（要素 {\displaystyle p_{i}} は財 {\displaystyle i} の価格）が与えられると、主体 {\displaystyle A} の予算は {\displaystyle {\overrightarrow {p}}\cdot {\overrightarrow {e_{A}}}} となる。この価格の下で、{\displaystyle {\overrightarrow {p}}\cdot {\overrightarrow {x}}\leq {\overrightarrow {p}}\cdot {\overrightarrow {e_{A}}}} を満たす消費量 {\displaystyle {\overrightarrow {x}}} が購入可能である。

## 競争均衡
競争均衡とは、全主体の需要が満たされる価格ベクトルと配分（各財の需要＝供給）である。線形経済では、均衡は価格ベクトル {\displaystyle {\overrightarrow {p}}} と配分 {\displaystyle X}（各主体に消費量{\displaystyle {\overrightarrow {x_{A}}}} を割り当てる）からなり、以下を満たす。
- {\displaystyle \sum _{A}{\overrightarrow {x_{A}}}=\sum _{A}{\overrightarrow {e_{A}}}} （全財の総量は初期配分と同じ、財の生産や消滅はない）
- 各主体 {\displaystyle A} の割り当て {\displaystyle {\overrightarrow {x_{A}}}} は、予算制約 {\displaystyle {\overrightarrow {p}}\cdot {\overrightarrow {x}}\leq {\overrightarrow {p}}\cdot {\overrightarrow {e_{A}}}} の下で効用 {\displaystyle {\overrightarrow {w_{A}}}\cdot {\overrightarrow {x}}} を最大化する。

均衡では、各主体は効用/価格比が弱く最大である財のみを保有する。つまり、主体 {\displaystyle A} が均衡で財 {\displaystyle i} を保有しているなら、任意の財 {\displaystyle j} に対して
{\displaystyle w_{A,i}/p_{i}\geq w_{A,j}/p_{j}}
が成立する（そうでなければ、財 {\displaystyle i} を一部財 {\displaystyle j} に交換して均衡が崩れる）。
一般性を失わずに、全ての財が少なくとも1人の主体に需要されていると仮定できる（そうでない財は無視可能）。この仮定の下で、財の均衡価格は必ず正でなければならない（そうでないと需要が無限になる）。

## 競争均衡の存在
デヴィッド・ゲールは、線形経済における競争均衡の存在に関する必要十分条件を証明した。また、線形経済のいくつかの性質についても証明している。
主体の集合 {\displaystyle S} が「自給的」（self-sufficient）であるとは、{\displaystyle S} のすべての構成員が、{\displaystyle S} の構成員のみが所有する財にのみ正の価値を与える場合をいう（言い換えれば、{\displaystyle S} の外にいる主体が所有する財 {\displaystyle i} については {\displaystyle w_{i}=0} である）。さらに、集合 {\displaystyle S} が「超自給的」（super-self-sufficient）であるとは、{\displaystyle S} の構成員の誰かが、{\displaystyle S} の誰からも（自分自身を含めて）価値を与えられていない財を所有している場合をいう。ゲールの存在定理は次のように述べられる。
線形経済に競争均衡が存在するのは、いかなる主体集合も超自給的でない場合に限られる。
「only if」方向の証明：経済が価格 {\displaystyle {\overrightarrow {p}}} と配分 {\displaystyle x} で均衡にあると仮定する。{\displaystyle S} が自給的な主体集合であると仮定すると、{\displaystyle S} の構成員は他の構成員の財を無価値とみなすため、{\displaystyle S} 内でしか取引しない。したがって均衡配分は
{\displaystyle \sum _{A\in S}{\overrightarrow {x_{A}}}=\sum _{A\in S}{\overrightarrow {e_{A}}}}
を満たす。あらゆる均衡配分はパレート効率性を持つため、均衡配分 {\displaystyle x} では、各財はその財に正の価値を与える主体によってのみ保有される。上述の等式より、初期配分 {\displaystyle e} においても、財 {\displaystyle i} が {\displaystyle S} の構成員によって保有されているのは、それが {\displaystyle S} の少なくとも1人にとって価値がある場合に限られる。したがって、{\displaystyle S} は超自給的ではない。

## 均等所得下の競争均衡
均等所得下の競争均衡（Competitive Equilibrium with Equal Incomes, CEEI）とは、すべての主体の予算が等しい特別な競争均衡である。すなわち、任意の2主体 {\displaystyle A} と {\displaystyle B} に対して
{\displaystyle {\overrightarrow {p}}\cdot {\overrightarrow {x_{A}}}={\overrightarrow {p}}\cdot {\overrightarrow {x_{B}}}}
が成立する。CEEI配分は、エンビー・フリー（嫉妬なし）が保証される点で重要である。すなわち、消費量 {\displaystyle x_{A}} は、その価格と同じ価格の消費量の中で主体 {\displaystyle A} に最大の効用を与えるため、特に主体 {\displaystyle B} の消費量 {\displaystyle x_{B}} よりも効用が高い。
CEEIを達成する方法の1つは、すべての主体に同一の初期保有を与えることである。すなわち、任意の {\displaystyle A} と {\displaystyle B} に対して
{\displaystyle {\overrightarrow {e_{A}}}={\overrightarrow {e_{B}}}}
（{\displaystyle n} 人の主体がいる場合、各主体は全財の数量のちょうど {\displaystyle 1/n} を受け取る）。このような配分では、どの主体集合も自給的ではない。したがって、ゲールの定理の系として
線形経済では、CEEIは常に存在する。

### 例
以下の例では、主体は2人（アリスとジョージ）、財は2種類（リンゴ x とグアバ y）である。
A. 唯一の均衡：効用関数が
{\displaystyle u_{A}(x,y)=3x+2y}、
{\displaystyle u_{G}(x,y)=2x+3y}。
総保有量は {\displaystyle T=(6,6)}。価格ベクトルは {\displaystyle P_{x}=1} に正規化できる。CEで {\displaystyle P_{y}} は {\displaystyle P_{y}>3/2} なら両者はすべての y を x に交換、{\displaystyle P_{y}<2/3} なら両者はすべての x を y に交換するため、CEでは {\displaystyle 2/3\leq P_{y}\leq 3/2}。{\displaystyle P_{y}=2/3} ならアリスは無差別でジョージは y のみを望み、{\displaystyle P_{y}=3/2} なら逆になる。{\displaystyle 2/3<P_{y}<3/2} ではアリスは x のみ、ジョージは y のみを望む。したがってCE配分は [(6,0);(0,6)]。価格ベクトルは初期配分による。例えば初期配分 [(3,3);(3,3)] なら、CEで両者の予算は等しく {\displaystyle P_{y}=P_{x}=1}。このCEは本質的に一意であり、価格ベクトルを定数倍してもCEは変わらない。
B. 均衡なし：アリスはリンゴとグアバを保有するがリンゴのみを欲し、ジョージはグアバのみ保有し両方を欲する。この場合 {アリス} は自給的であり、さらにアリスは自分に無価値なグアバを保有しているため超自給的である。したがって均衡は存在しない。どの価格でもアリスはグアバをリンゴに交換したがるが、ジョージはリンゴを持たないため需要は満たされない。
C. 多数の均衡：財が2つ、両主体が両財を同価値（例：{\displaystyle w_{apples}=w_{guavas}=1}）とみなす場合、リンゴとグアバを同数交換しても均衡は保たれる。例えばCEでアリスがリンゴ4個・グアバ2個、ジョージがリンゴ5個・グアバ3個を持つ場合、アリスがリンゴ5個・グアバ1個、ジョージがリンゴ4個・グアバ4個を持つ状態も均衡である。
ただし、これらの均衡では双方の総効用は同じである。上記の例ではアリスの効用はどちらも6、ジョージの効用はどちらも8である。これは偶然ではなく、次節で示される結果である。

## 競争均衡における効用の一意性
デヴィッド・ゲールは次を証明した。
線形経済では、すべての主体はすべての均衡において無差別である。
証明：証明は取引者の数に関する帰納法による。取引者が1人の場合、この主張は自明である。取引者が2人以上の場合を考え、2つの均衡、すなわち価格ベクトル {\displaystyle {\overrightarrow {p}}} と配分 {\displaystyle x} を持つ均衡 X、および価格ベクトル {\displaystyle {\overrightarrow {q}}} と配分 {\displaystyle y} を持つ均衡 Y を考える。このとき、次の2つの場合に分けられる。
a. 価格ベクトルが定数倍で一致する場合：すなわち、ある定数 {\displaystyle C} が存在して {\displaystyle {\overrightarrow {p}}=C\cdot {\overrightarrow {q}}} が成立する場合。このとき、両均衡においてすべての主体はまったく同じ予算集合を持ち（同じ消費量が購入可能）、各主体はその予算集合内で最大効用を与える消費量を選ぶため、効用も同じになる。
b. 価格ベクトルが比例していない場合：これは、ある財の価格が他の財よりも大きく変動したことを意味する。ここで「最大価格上昇率」を
{\displaystyle M:=\max _{i}{q_{i}/p_{i}}}
と定義し、この最大価格上昇を経験した財の集合を
{\displaystyle H:={i\mid q_{i}/p_{i}=M}}
と定義する（価格ベクトルが比例していないため、{\displaystyle H} は全財の真部分集合である）。
さらに、「最大価格上昇財保有者」を、均衡 Y において {\displaystyle H} に属する少なくとも1つの財を保有している取引者の集合として
{\displaystyle S:={A\mid y_{A,i}>0\ {\text{かつ}}\ i\in H}}
と定義する。
均衡において主体は効用／価格比が弱く最大となる財のみを保有する。したがって {\displaystyle S} の主体にとって、価格ベクトル {\displaystyle {\overrightarrow {q}}} の下では {\displaystyle H} 内の財の効用／価格比は弱く最大である。{\displaystyle H} の財は最大価格上昇を経験しているため、価格ベクトル {\displaystyle {\overrightarrow {p}}} の下では効用／価格比は強く最大になる。したがって均衡 X では、{\displaystyle S} の主体は {\displaystyle H} の財のみを保有する。一方、均衡 X では {\displaystyle H} に属さない財も誰かが保有している必要があるため、{\displaystyle S} は全主体の真部分集合でなければならない。
この結果、均衡 X では {\displaystyle S} の主体は {\displaystyle H} の財のみを保有し、均衡 Y では {\displaystyle S} の主体が {\displaystyle H} のすべての財を保有している。これにより予算計算が可能になる。
一方で、価格 {\displaystyle {\overrightarrow {p}}} の均衡 X では、{\displaystyle S} の主体は予算の全額を {\displaystyle H} の財に費やすため
{\displaystyle {\overrightarrow {p}}\cdot \sum _{A\in S}{\overrightarrow {e_{A}}}\leq \sum _{i\in H}{p_{i}\cdot {\overrightarrow {e_{i}}}}}
（{\displaystyle {\overrightarrow {e_{i}}}} は財 {\displaystyle i} の総初期保有量）。
他方で、価格 {\displaystyle {\overrightarrow {q}}} の均衡 Y では、{\displaystyle S} の主体は {\displaystyle H} の財すべてを購入可能であるため
{\displaystyle {\overrightarrow {q}}\cdot \sum _{A\in S}{\overrightarrow {e_{A}}}\geq \sum _{i\in H}{q_{i}\cdot {\overrightarrow {e_{i}}}}}
が成立する。
これらの式を組み合わせると、両均衡において {\displaystyle S} の主体は互いにのみ取引を行っていることが導かれる。
{\displaystyle \sum _{A\in S}{y_{A}}=\sum _{A\in S}{x_{A}}=\sum _{A\in S}{e_{A}}}
したがって、{\displaystyle S} に含まれない主体もまた互いにのみ取引している。このことは、均衡 X が {\displaystyle S} の主体と {\displaystyle H} の財だけを含む部分均衡と、それ以外の主体と財だけを含む部分均衡から構成されていることを意味する。均衡 Y についても同様である。{\displaystyle S} は全主体の真部分集合であるため、帰納法の仮定を適用でき、定理が証明される。

## 競争均衡の計算
カーティス・イーブスは、均衡が存在する場合に有限ステップで競争均衡を求めるアルゴリズムを提示した。

## 関連概念
線形効用関数は準線形効用関数のごく一部である。線形効用を持つ財は代替財の特殊な場合である。財の集合が有限でなく連続的である場合、例えば土地のように非同質な資源である場合、効用関数は有限変数の関数ではなく、土地のボレル集合上に定義された集合関数となる。このモデルにおける線形効用関数の自然な一般化は加法的集合関数であり、これはケーキ分割の公平性理論で一般的に現れる。ゲールの結果をこの設定に拡張したものとしてウェラーの定理がある。ある条件の下で、順序的な選好関係は線形かつ連続な効用関数で表すことができる。